# Tommy Flowers
Thomas "Tommy" Harold Flowers, MBE (22 de desembre de 1905 - 28 d'octubre de 1998) va ser un enginyer anglès. Durant la Segona Guerra Mundial, Flowers va dissenyar el Colossus, el primer ordinador electrònic programable del món, que va ajudar a desencriptar els missatges alemanys.

## Primers anys
Flowers va néixer a Poplar, al East End de Londres el 22 de desembre de 1905, fill d'un paleta. Mentre feia un aprenentatge en enginyeria mecànica al Royal Arsenal, Woolwich, també feia classes de nit a la Universitat de Londres per treures un grau d'enginyeria elèctrica. El 1926, es va unir a la branca de telecomunicacions del GPO, el General Post Office, el servei de Correus, passant a treballar a l'estació de recerca a Dollis Hill al nord-est de Londres el 1930. El 1935 es va casar amb Eileen Margaret Green i més tard, la parella va tenir dos fills,John i Kenneth,
Des de 1935 en endavant, va explorar l'ús de l'electrònica en les centrals telefòniques.Cap a 1939, va arribar a la conclusió que un sistema totalment electrònic era possible. Aquests antecedents en electrònica de commutació va ser crucial pel seu disseny d'ordinadors durant la Segona Guerra Mundial.

## Segona Guerra Mundial
El primer contacte de Flowers amb de desencriptació de codis en època de guerra va ser el febrer de 1941 quan el seu director, W. Gordon Radley, va ser demanat en ajuda per Alan Turing, el qual estava treballant a l'establiment de Bletchley Park per a desencriptació que havia posat el govern a Buckinghamshire, a 50 milles al nord-oest de Londres. Turing va voler que Flowers construís un descodificador per la màquina Bomba, que Turing havia desenvolupat per desencriptar els codis Enigma dels alemanys. Tot i que el projecte de descodificador va ser abandonat, Turing va quedar molt impressionat amb la feina de Flowers i el febrer de 1943 el va presentar a Max Newman que encapcelava els esforços per automatitzar part de la criptoanàlisi de la màquina Lorenz, anomenada Tunny pels britànics. Era un sistema molt més complex que l'Enigma; el procediment de descodificació involucrava tantes possibilitats que no era pràctic fer-ho a mà. Flowers i Frank Morrell van dissenyar la heath Robinson, la primera màquina per desencriptar els codis xifrats de la Lorenz.
Flowers va proposar un sistema electrònic, anomenat Colossus pel seu equip, utilitzant 1.800 vàlvules termoiòniques i utilitzant només una cinta de gravació de paper en lloc de dues, ja que demandaven sincronització. Ja que el dispositiu electrònic anterior més complicat havia utilitzat només 150 vàlvules, algunes persones no creien que fos un sistema de confiança. Flowers va contraatacar dient que el sistema britànic de telèfons utilitzava milers de vàlvules però era de confiança perquè l'electrònica s'operava en ambients estables amb la circuiteria encesa tota l'estona. El directius de Bletchley Park no n'estaven convençuts, però tot i així, van encoratjar a Flowers a prosseguir a la seva manera. Així ho va fer, proveint gran part del finançament ell mateix.
El 2 de juny de 1943, Flowers va ser condecorat amb un MBE, Membre de l'ordre de l'Imperi Britànic.

## Després de la guerra i jubilació
Després de la guerra, Flowers va rebre £1.000 de part del govern, un pagament que no cobria tota la inversió personal que Flowers va fer en l'equipament i que va repartir entre el grup de gent que l'havia ajudat a construir i a fer funcionar el Colossus. Irònicament, Flowers va demanar un crèdit al Banc d'Anglaterra per construir una altra màquina com el Colossus però li van negar perquè no creien que una màquina així pogués funcionar. No va poder discutir que ell ja havia dissenyat i construït diverses d'aquestes màquines perquè la seva feina amb el Colossus va ser coberta per l'Official Secrets Act, una legislació relacionada amb la seguretat nacional del país. La seva feina per la computació no va ser totalment admesa fins als anys 70. La seva família sabia que ell havia fet una feina "secreta i important". Es va quedar a l'estació de recerca del servei de Correus on va ser el cap de la divisió de commutació. Ell i el seu grup van fer una feina pionera en una central telefònica completament elèctrica, acabant el disseny el 1950, que es va acabar convertint en el Highgate Wood Telephone Exchange. També va estar involucrat en el desenvolupament d'ERNIE. El 1964 es va convertir en el cap de desenvolupament avançat a Standard Telephones and Cables Ltd., on va continuar treballant en el desenvolupament de la commutació electrònica en telèfons, fins que es va jubilar el 1969.
El 1976 va publicar Introduction to Exchange Systems, un llibre sobre els principis d'enginyeria de les centrals telefòniques.
El 1977 va ser fet Doctor Honorari de Ciències per la Newcastle University.
El 1980 va ser el primer guanyador de la medalla Martlesham en reconeixement dels seus èxits en computació.
Flowers va morir el 1998 a l'edat de 92 anys. Va ser commemorat per l'estació de recerca del servei de Correus; també per la London Borough of Tower Hamlets, on va néixer.
El setembre de 2012, el seu diari dels temps de guerra va ser posat a l'exposició de Bletchley Park.